# Moses Mendelssohn
Moses Mendelssohn (6 tháng 9 năm 1729  - 4 tháng 1 năm 1786) là nhà triết học người Đức gốc Do Thái. Ông là một trong những nhân vật chủ chốt của phong trào Haskalah, hay còn được biết đến là "Phong trào Khai sáng của người Do Thái" trong hai thế kỷ 18 và 19.
Sinh ra trong một gia đình nghèo người Do Thái ở Dessau, Thân vương quốc Anhalt, và được xác định làm một rabbi, Mendelssohn đã tự học tư tưởng và văn học Đức. Các tác phẩm của ông đã giúp ông được đánh giá là một trong những nhân vật văn hóa hàng đầu bởi những người theo cả Thiên Chúa giáo và Do Thái giáo trong khu vực nói tiếng Đức ở châu Âu cũng như ở ngoài vùng này. Ông cũng thể hiện mình như là một nhân vật quan trọng trong ngành công nghiệp vải, điều đã tạo nên sự giàu có cho ông.
Những hậu duệ của ông bao gồm các nhà soạn nhạc Fanny Mendelssohn và Felix Mendelssohn và nhà hóa học Paul Mendelssohn Bartholdy (con trai của Felix) cũng như Paul Hensel và Kurt Hensel, những người cháu ngoại của Fanny, và những người thành lập nên Mendelssohn & Co..